# Arnebia nepalensis
Arnebia nepalensis là loài thực vật có hoa trong họ Mồ hôi. Loài này được (Kitam.) H.Hara mô tả khoa học đầu tiên năm 1982.